# Crepidium bahanense
Crepidium bahanense là một loài thực vật có hoa trong họ Lan. Loài này được (Hand.-Mazz.) X.Qi Chen & J.J. Wood mô tả khoa học đầu tiên năm 2009.